# Satz von Gelfand-Mazur
Der Satz von Gelfand-Mazur (nach Israel Gelfand und Stanisław Mazur) ist einer der Ausgangspunkte der Theorie der Banachalgebren. Er besagt, dass {\displaystyle \mathbb {C} } die einzige {\displaystyle \mathbb {C} }-Banachalgebra ist, die ein Schiefkörper ist.

## Lemma über das Spektrum
Sei {\displaystyle A} eine {\displaystyle \mathbb {C} }-Banachalgebra mit Einselement {\displaystyle 1}.
Dann gibt es zu jedem {\displaystyle a\in A} ein {\displaystyle \lambda \in {\mathbb {C} }}, so dass {\displaystyle a-\lambda 1} nicht invertierbar ist.
Man nennt die Menge aller {\displaystyle \lambda \in {\mathbb {C} }}, für die {\displaystyle a-\lambda 1} nicht invertierbar ist, auch das Spektrum von {\displaystyle a}. Damit lässt sich diese Aussage prägnanter so formulieren, dass das Spektrum eines Elementes einer {\displaystyle \mathbb {C} }-Banachalgebra mit Einselement nicht leer ist.

## Beweis
Der Beweis besteht aus einem Zusammenspiel von Funktionalanalysis (Satz von Hahn-Banach) und Funktionentheorie (Satz von Liouville):
Wir nehmen an, {\displaystyle a-\lambda 1} sei für jedes {\displaystyle \lambda \in {\mathbb {C} }} invertierbar. Dann gilt für voneinander verschiedene {\displaystyle \lambda ,\mu \in {\mathbb {C} }}
{\displaystyle (a-\lambda 1)^{-1}(\lambda -\mu )(a-\mu 1)^{-1}=(a-\lambda 1)^{-1}((a-\mu 1)-(a-\lambda 1))(a-\mu 1)^{-1}=(a-\lambda 1)^{-1}-(a-\mu 1)^{-1}}
Man wende nun ein beliebiges {\displaystyle f\in A'} an und teile obige Gleichung durch {\displaystyle \lambda -\mu }. Es folgt
{\displaystyle {\frac {f((a-\lambda 1)^{-1})-f((a-\mu 1)^{-1})}{\lambda -\mu }}=f((a-\lambda 1)^{-1}(a-\mu 1)^{-1})}.
Die rechte Seite existiert aus Stetigkeitsgründen für {\displaystyle \mu \rightarrow \lambda }, denn die algebraischen Operationen inklusive Inversion in {\displaystyle A} sind stetig und {\displaystyle f} ist stetig.
Daher ist die Funktion {\displaystyle \lambda \mapsto f((a-\lambda 1)^{-1})} holomorph auf ganz {\displaystyle \mathbb {C} }. 
Sie verschwindet im Unendlichen, denn {\displaystyle \lim _{|\lambda |\rightarrow \infty }\|(a-\lambda 1)^{-1}\|=0} und {\displaystyle f} ist stetig. 
Daher ist diese Funktion beschränkt und nach dem Satz von Liouville konstant, sie muss also auf ganz {\displaystyle \mathbb {C} } gleich {\displaystyle 0} sein. 
Da {\displaystyle f\in A'} beliebig war, folgt aus dem Satz von Hahn-Banach, dass {\displaystyle (a-\lambda 1)^{-1}=0}, aber das kann für ein invertierbares Element nicht sein. Dieser Widerspruch beendet den Beweis.

## Satz von Gelfand-Mazur
Ist die {\displaystyle \mathbb {C} }-Banachalgebra {\displaystyle A} ein Schiefkörper, so ist {\displaystyle A\cong {\mathbb {C} }}.
Ist nämlich {\displaystyle a\in A}, so gibt es nach obigem Lemma ein {\displaystyle \lambda \in {\mathbb {C} }}, so dass {\displaystyle a-\lambda 1} nicht invertierbar ist. Da {\displaystyle 0} das einzige nicht-invertierbare Element in einem Schiefkörper ist, muss {\displaystyle a=\lambda 1} sein. Also ist jedes Element von {\displaystyle A} ein {\displaystyle {\mathbb {C} }}-Vielfaches der Eins, und es folgt die Behauptung.

## Folgerungen
Aus dem obigen Lemma folgt unmittelbar der Fundamentalsatz der Algebra (im Spezialfall {\displaystyle A=\mathbb {C} ^{n\times n}} besagt der Satz schließlich genau, dass jede Matrix einen Eigenwert hat) und erscheint als ein elementares Beispiel des Satzes von Gelfand-Mazur.
Aus dem Satz von Gelfand-Mazur folgt trivialerweise der Vollständigkeitssatz von Ostrowski über archimedisch bewertete Körpererweiterungen von {\displaystyle \mathbb {C} }, da Absolutbeträge von Körpern zugleich Normen von Schiefkörpern sind.